# Lenguas cangin
Las lenguas cangin o chaŋin son habladas por unas 200 mil personas (2007) en una pequeña región al este de Dakar. Estas lenguas son habladas por personas de la etnia serer que no hablan el propio idioma serer (serer-sine). Dado que sus hablantes son étnicamente serer las lenguas cangin han sido consideradas frecuentemente como dialectos del serer, sin embargo, no están emparentadas de manera cercana con el serer. De hecho el serer está más estrechamente relacionado con el fulani que con las lenguas cangin.

## Clasificación
Las lenguas cangin son:

|  | Safen, o Saafi-Saafi, la lengua de los Serer-Safene. hablado en el interior de Petite Côte, una región al sureste de Dakar. Es la lengua cangin con mayor número de hablantes, con cerca de 100 mil hacia 2007 y en aumento.    |
|  | |
|  | \| \| Lehar (Laalaa), es la lengua de los Serer-Laalaa (o Serer-Lehar), hablado en una pequeña área al norte de Thies. \| \| \| \| \| \| Noon, es la lengua de los Serer-Noon, hablada en los alrededores de Thies. \| \| \| \| |
|  | |
|  | Lehar (Laalaa), es la lengua de los Serer-Laalaa (o Serer-Lehar), hablado en una pequeña área al norte de Thies. |
|  | |
|  | Noon, es la lengua de los Serer-Noon, hablada en los alrededores de Thies. |
|  | |

|  | Lehar (Laalaa), es la lengua de los Serer-Laalaa (o Serer-Lehar), hablado en una pequeña área al norte de Thies. |
|  | |
|  | Noon, es la lengua de los Serer-Noon, hablada en los alrededores de Thies.                                       |
|  | |

|  | Palor, es la lengua de los Serer-Palor, hablada en una pequeña área situada entre Rufisque y Thies.                                        |
|  | |
|  | Ndut, es la lengua de los Serer-Ndut, hablada en Mont-Roland, un área al noroeste de Thies y en el reino de Biffeche sobre el río Senegal. |
|  | |

El lehar y el noon son particularemente cercanos entre sí, al igual que el ndut y el palor, aunque no lo suficientemente cercanos como para ser mutuamente inteligibles. El safen es claramente más cercano al grupo lehar-noon que al grupo palor-ndut.

## Comparación léxica
Los numerales para diferentes grupos de lenguas cangin son:
| GLOSA | Safen      | Lehar-noon | Lehar-noon     | Palor-ndut | Palor-ndut | PROTO- CANGIN |
| GLOSA | Safen      | Lehar      | Noon           | Palor      | Ndut       | PROTO- CANGIN |
| ----- | ---------- | ---------- | -------------- | ---------- | ---------- | ------------- |
| '1'   | ˈjiːnɔ     | wi̘ːno̘ː     | wiːnɔː/ witnɔː | jino       | jinə       | *yiːnɔː       |
| '2'   | ˈkanak̚     | kɐnɐk      | ˈkanak         | ana        | ʔana       | *k-anak       |
| '3'   | ˈkaːhaj    | kɐːhɐj     | ˈkaːhaj        | eje        | ʔéːjə      | *k-ahay       |
| '4'   | ˈniːkis    | niːkiːs    | ˈnɪkɪːs        | iniːl      | ʔiniːl     | *niː-         |
| '5'   | jaːtus     | jə̘tu̘ːs     | ˈjətu̘ːs        | iːp        | ʔiːp       | *ja-tus *iːp  |
| '6'   | 5+1        | 5+1        | 5+1            | pojno      | ˈpəːnə     | *5+1          |
| '7'   | 5+2        | 5+2        |                | paːna      | ˈpaːna     | *5+2          |
| '8'   | 5+3        | 5+3        |                | peːje      | ˈpeːjɛ     | *5+3          |
| '9'   | 5+4        | 5+4        |                | payniːl    | ˈpainiːl   | *5+4          |
| '10'  | ˈndaŋkiaːh | dɐːŋkɛh    | ˈdaːŋkah       | saɓo       | ˈsabɔː     | *sabo         |